# Michel Hilaire
Pour les articles homonymes, voir Hilaire.
Michel Hilaire, né à Privas le 17 avril 1958, est conservateur du patrimoine, historien de l'art français.

## Biographie
Après avoir suivi des études d'histoire et d'histoire de l'art à l'université Paris IV, il réussit en 1984 le concours de conservateur des musées de France, effectue des stages au musée d'Orsay, au musée national de Fontainebleau et au musée du Louvre puis devient pensionnaire de l'Académie de France à Rome de 1987 à 1989.
Après deux ans à l'inspection de la Direction des musées de France, il est nommé en 1992 directeur du musée Fabre de Montpellier, sur lequel il publie un ouvrage. Il a publié un ouvrage sur Le Caravage et a été commissaire de nombreuses expositions du musée qu'il dirige.
Michel Hilaire est nommé conservateur en chef du Patrimoine en 2000 puis est élu membre de l'Académie des beaux-arts le 10 avril 2002.
Il est promu officier dans l'ordre des Arts et des Lettres en 2008 et est membre correspondant de l'Académie des beaux-arts.
En 2020, il est aussi élu membre de l'Académie des sciences et lettres de Montpellier au fauteuil laissé vacant par Bernard Chédozeau